# Flórián Albert
Flórián Albert (Santovo, Mađarska, 15. rujna 1941. – Budimpešta, 31. listopada 2011.) je bivši mađarski nogometni reprezentativac, nogometni trener i jedan od najboljih mađarskih nogometaša svih vremena. Igrao je u napadu i veznom redu.
Po majci je šokački Hrvat.
Bez majke je ostao već u 2. godini života. S 11 godina je s obitelji otišao iz rodnog Santova živjeti u Budimpeštu. Razloga je bilo više, a najvažniji je bilo nerazdvajanje obitelji.
Cijelu svoju igračku karijeru je proveo u Ferencvárosu, za kojeg je igrao od 1952. do 1974., odigrao je 351 utakmicu i postigao 256 pogodaka. Osvojio je 4 naslova mađarskog prvaka i jednom je osvojio mađarski kup. 1965. je osvojio Kup velesajamskih gradova.
Za Mađarsku je zaigrao 75 puta i postigao je 31 pogodak.
Nekoliko puta je igrao za izabranu europsku i svjetsku reperzentaciju.
S Mađarskom je osvojio brončanu medalju na OI 1960. i 4 godine poslije brončanu medalju na europskom prvenstvu.

## Nagrade
- 1967. Zlatna lopta za najboljeg europskog nogometaša godine
- 2004. naslov "Športaš nacije"
- 2007. Počasni građanin Santova